# Calle de París, tiempo lluvioso
Calle de París, tiempo lluvioso es un óleo sobre lienzo del pintor francés Gustave Caillebotte (1848-1894), realizado en 1877. Se conserva en el Art Institute of Chicago, en Estados Unidos.

## Historia
La pintura fue realizada por Gustave Caillebotte para ser exhibida en la tercera exposición impresionista, organizada por la Société anonyme des Artistes Peintres, Sculpteurs et Graveurs en París en abril de 1877, durante la cual presentaron otras cinco obras. Tras la muerte del autor, el 21 de febrero de 1894, fue nuevamente expuesta en la retrospectiva de su obra organizada por Paul Durand-Ruel. En torno a 1900, el compositor Martial Caillebotte, hermano del pintor depositó la obra en el Château de Montglat. En 1951 se organizó en París la primera gran retrospectiva moderna de la obra de Caillebotte, en la que Calle de París, tiempo lluvioso tuvo un papel destacado.
El lienzo fue comprado en 1955 por Walter P. Chrysler Jr., hijo del fundador de la compañía Chrysler, quien lo revendió en 1964 a la galería Wildenstein que inmediatamente lo vendió al Art Institute of Chicago. Un boceto del óleo, que Caillebotte le dio Claude Monet, se encuentra expuesto en el Museo Marmottan Monet de París. Varios estudios preparatorios se encuentran dispersos en colecciones privadas.

## Descripción
Este lienzo de gran formato se caracteriza por sus tonos sobrios, colores discretos y el especial cuidado que se le da a los detalles. Es una pintura muy realista, sobre todo gracias a los reflejos de la lluvia en la acera y los adoquines. En la parte izquierda del cuadro, la mirada del espectador está a lo lejos, en los edificios del fondo, mientras que a la derecha y en primer plano, la mirada se dirige a los personajes cuyos rostros y atuendos están muy bien cuidados.
Esta pintura de Gustave Caillebotte representa el paseo, en un día de lluvia, de burgueses y ricos vestidos de colores oscuros (hombres y mujeres por igual) sosteniendo paraguas negros en las calles adoquinadas de París justo después de las grandes obras realizadas por el barón Haussmann. Destaca una pareja en primer plano (derecha) frente a una farola, este estilo difiere del de los artistas de su época que generalmente preferían tener simetría y representar a los personajes en su totalidad. El lugar que se representa es la actual Place de Dublín con la calle de Moscú (a la izquierda), la calle Clapeyron (en el centro), y la calle de Turín (a la derecha).